# Michaelina Wautier
Michaelina Wautier, o Woutiers, (Mons, 1617 – Bruxelles, 1689) è stata una pittrice fiamminga, esponente femminile della pittura barocca.
Si distinse dalle altre rare donne pittrici della sua epoca per la varietà dei soggetti affrontati e i formati delle sue opere, diventando rapidamente un'artista di spicco del XVII secolo. Cadde nell'oblio dopo la sua morte e le sue opere furono a lungo erroneamente attribuite ad altri artisti uomini, in particolare a suo fratello Charles, sino alla riscoperta avvenuta nel nuovo millennio.

## Biografia
Originaria di Mons, Michaelina Wautier nacque in una famiglia di undici figli. Trascorse la vita al fianco del fratello pittore Charles Wautier; nel 1668 si stabilirono in un palazzo nei pressi della chiesa di Notre-Dame de la Chapelle, a Bruxelles.
Si dedicò sia a opere di piccole dimensioni che a tele più ambiziose. Oltre alle scene di genere a tema storico, religioso e mitologico e a minuziose raffigurazioni di mazzi di fiori, tra le sue opere si ricordano anche una serie di ritratti.
Il suo primo autoritratto del 1649, a lungo erroneamente attribuito alla pittrice italiana Artemisia Gentileschi, rimane uno dei suoi dipinti più noti e fu incluso nella raccolta di saggi Women Painters of the World del 1905.
La tela del 1650 denominata Il trionfo di Bacco, conservata al Kunsthistorisches Museum di Vienna, viene spesso citata tra le opere più rappresentative del suo corpus pittorico. Wautier dimostrò di conoscere l'anatomia maschile e la dipinse spudoratamente, diventando la prima pittrice a esporre un nudo maschile. L'artista raffigurò anche sè stessa in mezzo alla folla variopinta, l'unico personaggio a fissare negli occhi lo spettatore.
A differenza di altre pittrici della sua epoca, Wautier fu un'artista affermata durante la sua vita. Vendette quattro dipinti a Leopoldo Guglielmo d'Austria per la sua pinacoteca, citati poi nel catalogo della collezione redatto nel 1659. Ciò nonostante, la pittrice e la sua opera caddero nell'oblio dopo la sua morte. Secondo alcuni storici dell'arte, questa "scomparsa" è direttamente legata all'attribuzione dei suoi dipinti a Thomas Willeboirts Bosschaert, Jacob van Oost il Vecchio o a suo fratello Charles Wautier.

## Riconoscimenti postumi
Da giugno a settembre 2018 le è stata dedicata una retrospettiva al Museum aan de Stroom di Anversa (MAS) e una mostra al Rubenshuis; tale esposizione è stata curata dallo storico dell'arte Katlijne Van der Stighelen.

## Opere
- San Giuseppe, 1650

## Mostre
- Michaelina, la grande dame du baroque, Anversa, Museo aan de Stroom, 2 giugno - 2 septembre 2018

## Galleria d'immagini

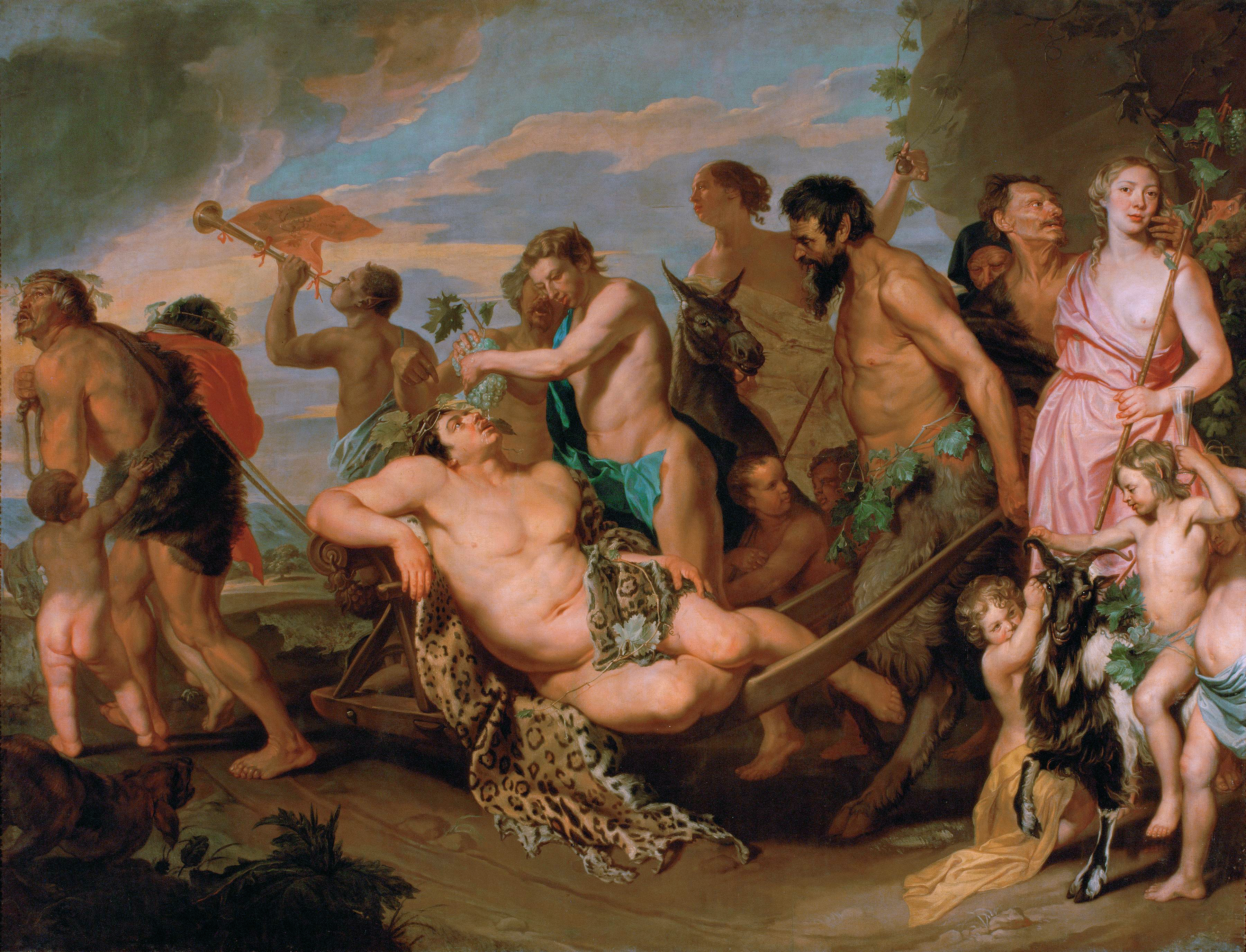
Il trionfo di Bacco (1650), Kunsthistorisches Museum, Vienna
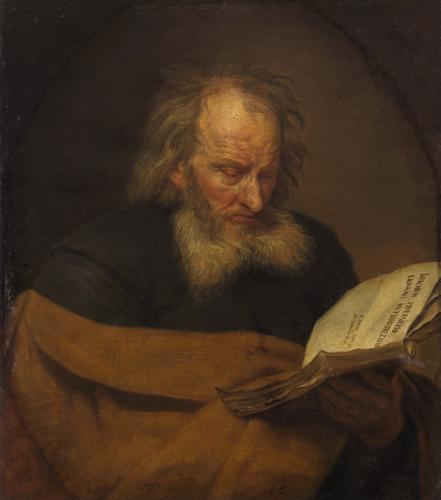
San Gioacchino che legge (1650), Kunsthistorisches Museum, Vienna
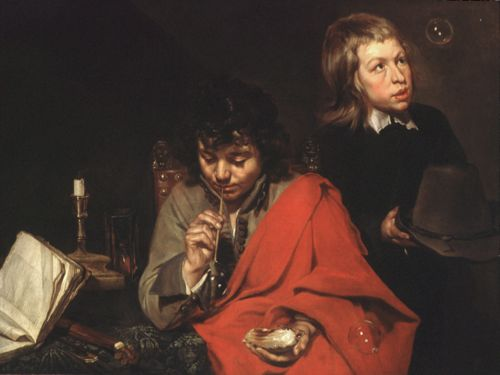
Due ragazzi che soffiano delle bolle (tra il 1640 e il 1650), Seattle Art Museum, Seattle
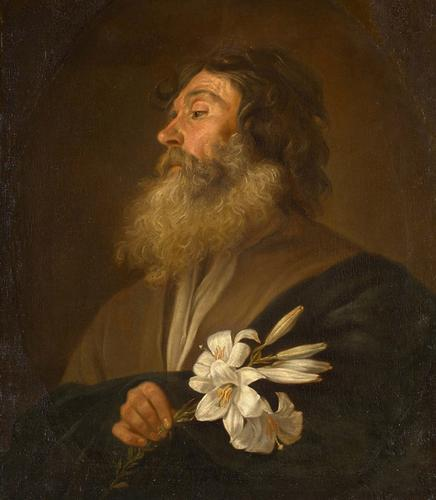
San Giuseppe con in mano un ramo di gigli (1650), Kunsthistorisches Museum, Vienna
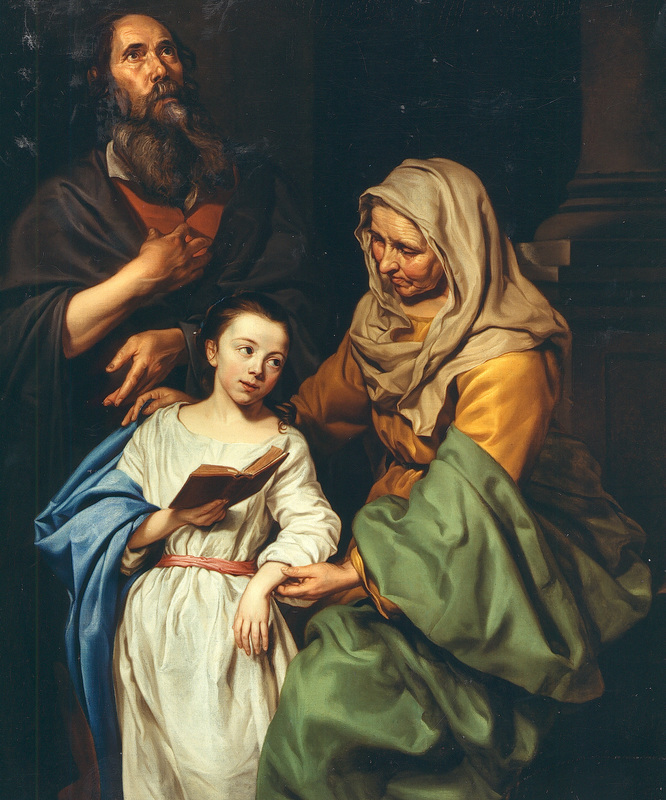
L'educazione della Vergine (1656)
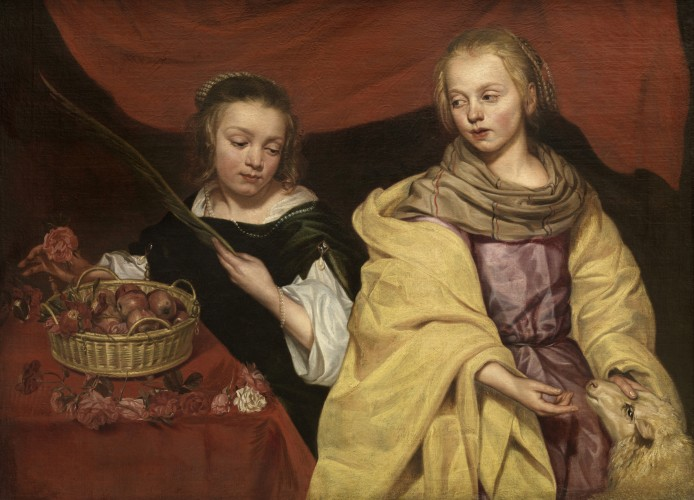
Due ragazze nei panni di Sant'Agnese e Santa Dorotea, Museo reale di belle arti di Anversa.